# Connewarre
Connewarre is een plaats in de Australische deelstaat Victoria en telt 78 inwoners (2006).